# Alphons Remery
Alphons Gustaaf Oswald Adriaan Remery (Asten, 14 februari 1928 – Roosendaal, 14 december 1979) was een Nederlands politicus van de KVP.
Hij was werkzaam bij de provinciale griffie van Noord-Brabant voor hij overstapte 
naar de gemeente Sint-Oedenrode waar hij het bracht tot referendaris. In augustus 1972 werd Remery benoemd tot burgemeester van Nieuw-Vossemeer. Tijdens dat burgemeesterschap overleed hij eind 1979 op 51-jarige leeftijd.